# Dorothy Vaughan
Pour les articles homonymes, voir Vaughan.
Ne pas confondre avec l'actrice américaine Dorothy Vaughan (1890-1955).
Dorothy  Vaughan née Dorothy Jean Johnson (20 septembre 1910 - 10 novembre 2008) est une mathématicienne et informaticienne américaine qui a travaillé pour le National Advisory Committee for Aeronautics (NACA), puis à la National Aeronautics and Space Administration (NASA), contribuant ainsi aux premières décennies du programme spatial américain. Elle fut la première directrice de division afro-américaine du NACA puis de la NASA.

## Biographie

### Jeunesse
Dorothy Johnson Vaughan, est la  fille d'Annie et de Leonard H. Johnson, elle naît le 20 septembre 1910 à Kansas City, dans l'État du Missouri. Sa famille déménage à Morgantown, dans l'État de Virginie-Occidentale en 1917. En 1925, elle est diplômée du lycée de Beechurst,.
Elle poursuit ses études grâce à une bourse et entre à l'Université de Wilberforce. Cette université est fondée par des Afro-Américains pour des Afro-Américains à la suite des lois ségrégatives dans l'Ohio. En 1929, elle obtient son Bachelor of Arts (Licence) en mathématiques avec la mention cum laude.
Elle est membre de la sororité Alpha Kappa Alpha (chapitre Zeta), la première société universitaire créée par et pour les femmes afro-américaines le 15 janvier 1908 à l'Université Howard.

### Carrière
Bien qu'encouragée par ses professeurs à continuer ses études supérieures à l'Université Howard, Dorothy Vaughan pose sa candidature pour travailler en tant que professeure afin d'aider sa famille lors de la Grande Dépression (due au Krach boursier de 1929).
Dorothy Vaughan est embauchée comme professeure de mathématiques à la Robert Russa Moton High School (devenue le Robert Russa Moton Museum (en))  de Farmville, en Virginie, établissement secondaire ouvert en 1939 pour les jeunes afro-américains. La ségrégation raciale est alors en place dans les écoles publiques et autres établissements de Virginie en vertu des lois dites Jim Crow.
En 1943, Dorothy Vaughan commence à travailler au NACA, qui a créé en 1935 une section de femmes mathématiciennes qui effectuent des calculs complexes pour le programme aéronautique de l'armée américaine : la « NACA’s West Area Computing Unit », dont les membres sont plus communément appelées les « West computers ». À l'origine, le poste proposé à Vaughan est temporaire, juste pour la durée de la guerre.
Dorothy Vaughan est affectée à la West Area Computers (Unité de calcul de la zone ouest) du Centre de recherche Langley de Hampton, en Virginie. Il s'agit d'une unité ségréguée. Les mathématiciennes afro-américaines y sont embauchées pour réaliser des calculs mathématiques complexes afin de répondre à la demande croissante de données à destination de la recherche aéronautique,.
En 1949, Dorothy Vaughan est nommée directrice de l'unité des West Area Computers et devient ainsi une des premières femmes à occuper un poste de superviseuse. La mathématicienne Katherine Johnson a travaillé dans l'équipe de Dorothy Vaughan à Langley avant d'être transférée à la division de la recherche. La NACA (NASA par la suite) lui permet de collaborer à la "course à la lune" contre l'Union soviétique.
En 1958, le NACA devient la NASA et le groupe des mathématiciennes du West Area Computers est affecté à la division d'analyse et de calcul. Il s'agit d'un groupe de travail intégré[précision nécessaire] mettant fin à la ségrégation dans l'établissement. Dorothy Vaughan se bat pour le droit des femmes à obtenir une augmentation ou un poste plus important.
En 1961, Dorothy Vaughan se dirige vers le secteur du calcul numérique, après que la NASA a acquis son premier ordinateur. Elle commence l'écriture d'un ouvrage compilant les calculs d'algèbre utiles pour travailler sur les ordinateurs, et se spécialise pour le reste de sa carrière dans l'électronique, l'informatique et la programmation Fortran. Elle devient une experte en programmation informatique, enseignant le langage Fortran, pour apprendre à ses collègues à traduire les formules mathématiques en code informatique.
Elle participe également au projet du Solid Controlled Orbital Utility Test (SCOUT),,.
Durant ses années à la NASA, elle s'engage dans la lutte pour l'égalité salariale entre les femmes et les hommes.

### Fin de vie
Elle prend sa retraite en 1971, quittant la NASA à l'âge de 61 ans, sans avoir obtenu d'autre promotion de direction au Centre de recherche Langley,.
Elle meurt le 10 novembre 2008 à l'âge de 98 ans dans son foyer à Hampton.
Dorothy Vaughan repose au Hampton Memorial Gardens à Hampton dans l'État de Virginie.

### Vie privée
- Elle était une membre active de la paroisse Saint Paul de Newport News rattachée à l'Église Épiscopale Méthodiste Africaine[24].
- Elle a activement participé au département de musique de la Dora Brown Missionary Society de l'église méthodiste et à son programme de secours alimentaire jusqu'à sa maladie.
- Elle était également membre active de la Phyllis Wheatley YWCA (en) (Young Women's Christian Association) et de son organisation les Silver Bells[25].
- En 1932, elle épouse Howard Seymoure Vaughan. Ils ont six enfants (Ann, Maida, Leonard, Kenneth, Michael et Donald), dix petits-enfants et quatorze arrière-petits-enfants[26].
- Elle part à la retraite en 1971.

## Prix, distinctions et hommages
Le 15 novembre 2018, une loi est votée au Congrès pour qu'elle reçoive la Médaille d'or du Congrès à titre posthume pour son travail pour la NASA en même temps que deux de ses anciennes collègues, Katherine Johnson et Mary Jackson ainsi que la docteure Christine Darden,.
À Charlotte dans l'État de la Caroline du Nord, l'agence scolaire Charlotte-Mecklenburg Schools (en) a créé un institut de technologie portant le nom de Dorothy J. Vaughan Academy of Technology.
Le 16 novembre 2019, un cratère lunaire est baptisé Vaughan (en) en son honneur. Ce nom a été choisi par la planétologue Ryan N. Watkins et son étudiant et soumis le jour de ce qui aurait été le 109e anniversaire de Dorothy Vaughan.

### Dans la culture populaire
Dorothy Vaughan, ainsi que Katherine Johnson et Mary Jackson font l'objet du livre intitulé Les Figures de l'ombre de Margot Lee Shetterly, adapté au cinéma en 2017 sous le titre Les Figures de l'ombre,. Son rôle est interprété par Octavia Spencer.